# Austen Henry Layard

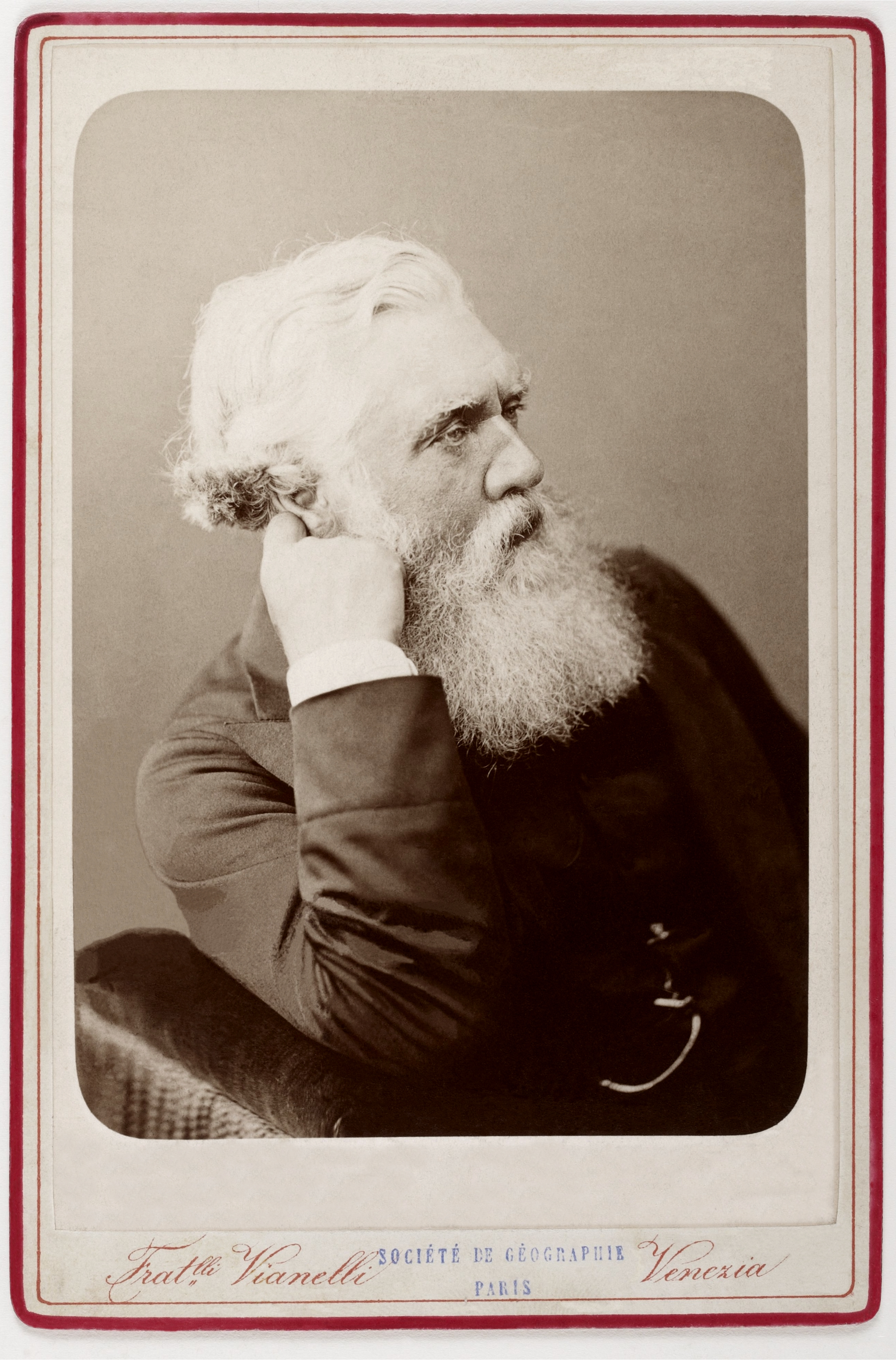
Austen Henry Layard, 1883

Austen Henry Layard (Parijs, 5 maart 1817 - Londen, 5 juli 1894) was een Brits oudheidkundige.
Hoewel hij aanvankelijk jurist zou worden beviel een leventje achter een bureau hem niet. Hij vertrok met een vriend op weg naar Ceylon. Hij raakte gefascineerd met de woestijn en leefde enige tijd met de Bakhtiaren van noordelijk Iran. Hij wist een Brits gezant in het Turkse rijk ertoe te bewegen opgravingen in Mesopotamië te financieren en in 1845 begon hij zijn opgravingswerk in de heuvel van Nimrud aan de Tigris bij de mond van de Grote Zab. 
Wat hij daar vond was niet minder dan spectaculair te noemen. Een gevleugelde stier met mensenhoofd was zo zwaar en massief dat bij het vervoer de touwen het begaven. Het gevaarte plofte van enige hoogte op de grond zijn Arabische werklieden met zich mee sleurend. Het massieve beeld bleek echter ongedeerd en de arbeiders kwamen al gauw de schrik te boven. 
Er volgde een groot en enthousiast gejuich.

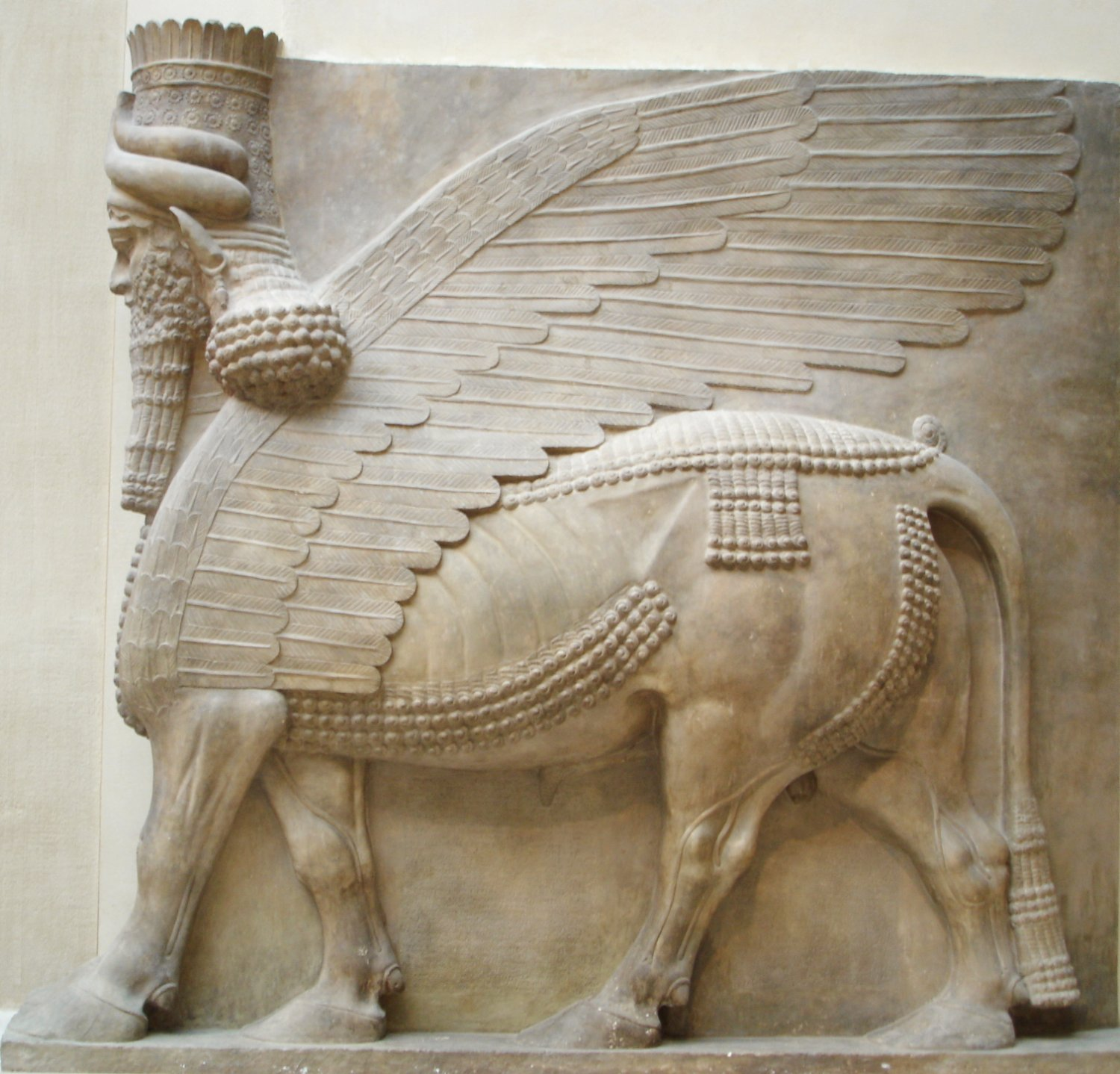
Ter illustratie, een gevleugelde stier met koningshoofd, gevonden tijdens Botta's opgraving.

 Layard verscheepte wel al wat hij vond naar Londen, waar zijn vondsten nauwelijks minder sensatie veroorzaakten. Al snel was hij een geliefde gast van de hoogste kringen. Tot zijn tijd waren de Assyriërs alleen bekend uit de Bijbel en men beschouwde dit boek meer en meer als een verzameling mythen. Layards aankondiging dat hij het Bijbelse Ninive gevonden had deed daarom veel discussie ontstaan. 
In werkelijkheid had hij niet Nineve maar Kalhu gevonden, ook een Assyrische hoofdstad en ook genoemd in de Bijbel, maar dat zou pas later blijken. Zowel de archeologie als de kennis van het spijkerschrift stonden in de kinderschoenen, al had Grotefend in 1803 al een tip van de taalkundige sluier opgelicht. Hoewel Layard later ook in Kuyunjik opgravingen deed en tabletten vond waarop stond dat dit wel Nineveh was, verstreken er zo'n dertig jaar voordat vooral door toedoen van Henry Rawlinson de tabletten ontcijferd werden. 
De vergissing van Layard deed er toen eigenlijk niet meer zo toe. Hij had inmiddels de studie van het oude Mesopotamië tot een wetenschap gemaakt. In het zuiden van Irak was Layard minder succesvol. Hij trachtte ook opgravingen te doen in Babylon maar zijn opgravingsmethoden waren nog zo grof dat hij het verschil tussen klei en zon-gebakken klei niet kon onderscheiden. Hierdoor deden zijn opgravingen hier meer schade dan hij in het noorden had aangericht.